# دكاكيرية لعق العين

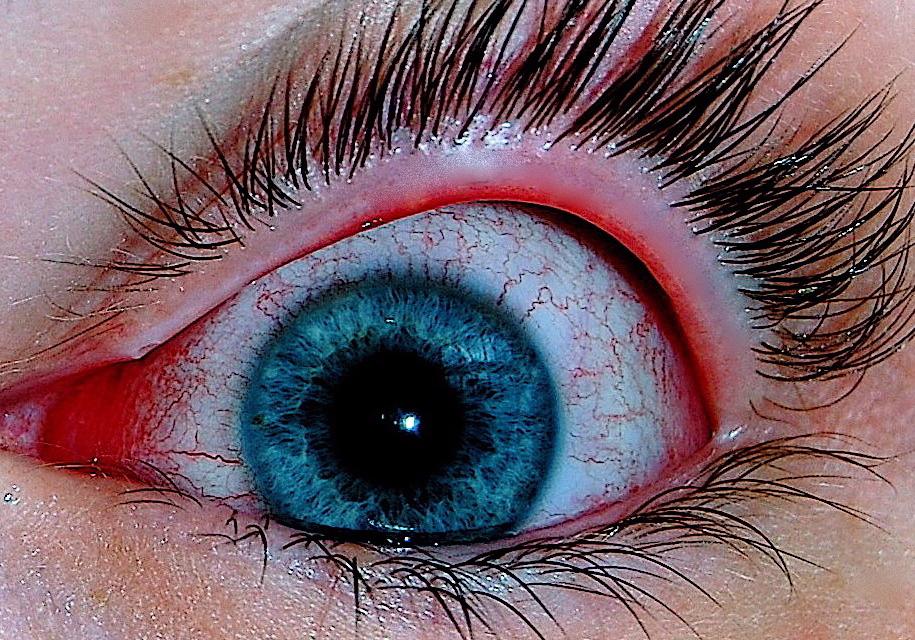
يمكن للعق العين أن يصيب بالتهابات العيون

دكاكيرية العين و المعروفة أيضا باسم «التدوّد» (بالإنجليزية: worming)‏ أو دكاكيرية لعق مقلة العين أو بالاسم اللاتيني أوكولوفيليا، هي إحدى ممارسات اضطراب التفضيل الجنسي المزعومة للعق مقل العيون لإشباع الحاجة الجنسية، ففي منتصف عام 2013، ذكرت الصحف الصادرة باللغة الإنجليزية أن هناك هوس جديد مزعوم أصبح ذا شعبية كبيرة في اليابان ، حيث كان يشار إليه باسم جانكيو نامي بوريه (眼球 舐 め プ レ イ و تعني «لعبة لعق مقلة العين»). هذا بينما ذكرت وسائل إعلام أخرى أن وجود هذه الممارسة من أصله ما هو خدعة على أساس قصة في صحيفة يابانية  و قد تم تصحيح العديد من التقارير عن الأصل  أو تم حذفها  باعتبارها ربما مجرد خدعة.

## الصفات المميزة
في عام 2013، يقال أن دكاكيرية لعق العين أصبحت تحظى بشعبية كبيرة بين المراهقين في اليابان، مما تسبب في زيادة كبيرة في التهابات العيون، ووفقا لمقال تم التراجع عن محتواه من قبل صحيفة الغارديان ، فلعق مقلة العن كان «ينظر إليه على أنه القاعدة الثانية الجديدة (يقصد في العلاقات كمرحلة ثانية بعد التعارف وكان في العادة يقصد به القبلة) ، الشيء الذي تلجأ إليه حين يصبح التقبيل شيئاً مملاً»، و ربما يعود ذلك إلى أنها واردة في الموسيقى والأغاني المصورة من قبل الفرقة اليابانية المسماة «بورن»  و في تقارير أخرى، على سبيل المثال، من صحيفة ديلي ميل أو في مقال جريدة هافينغتون بوست تم تصحيح الأخبار في وقت لاحق باعتبارها يمكن أن تكون مجرد خدعة، وقد ظهرت زيادة في المدارس اليابانية في ارتداء عصابات العيون بسبب التهابات العين الناشئة عن تلك الممارسة، وفي مدرسة واحدة خلصت إحصائية إلى أن ثلث الطلاب البالغين من العمر 12 عاما اعترف بالانخراط في لعق مقلة العين. هناك أيضا إحصائيات عن هذه الممارسة في جزر العذراء الأمريكية.

## مخاطر لعق العيون
و ترتبط هذه الممارسة مع مخاطر صحية كبيرة، حيث أن الألسنة غالباً ما تكون مغلفة بطبقة من الكائنات الحية الدقيقة، والتي قد تسبب التهابات في العين، مثل التهاب الملتحمة والكلاميديا. كما إنها تزيد من خطر تآكل القرنية وتقرحاتها. فبكتيريا الفم على اللسان من المحتمل أن تدخل في خدوش القرنية الناجمة عن لعق العين، والتي تؤدي بدورها إلى الإصابة بالالتهابات.
وعلاوة على ذلك، هناك أيضا خطر العمى من العدوى الناتجة عن ذلك، وكذلك شحاذ العين. الفروق في أنواع البكتيريا الموجودة في العين عن الموجودة في الفم هو نفسه سبب عدم النصح بلعق العدسات اللاصقة قبل أن توضع في العين.

## اقرأ أيضاً
- الشبق الاجتزائي

## الهوامش
1. ↑  2013-06-07, 小学生に眼球なめ変態プレイが大流行, 読めるモ [وصلة مكسورة] نسخة محفوظة 10 يونيو 2015 على موقع واي باك مشين.
2. ↑  LICK THIS! Mark Schreiber  نسخة محفوظة 6 أكتوبر 2013 على موقع واي باك مشين.
3. ↑  "Blind spot: How a hoax about eye licking went global". سي نت. مؤرشف من الأصل في 2013-11-13.
4. 1 2  David Moye, 2013-06-12, "Eyeball Licking Causing Pinkeye In Japan", The Huffington Post (later corrected as a hoax) نسخة محفوظة 18 ديسمبر 2017 على موقع واي باك مشين.
5. 1 2 3  Heritage، Stuart (14 يونيو 2013). "Eyeball-licking: the fetish that is making Japanese teenagers sick". The Guardian. مؤرشف من الأصل في 2013-08-10. اطلع عليه بتاريخ 2013-06-14.
6. ↑  Emma Innes, 2013-06-13, "The EYEBALL LICKING craze that's sweeping Japan and causing a surge in eye infections", Daily Mail نسخة محفوظة 28 يوليو 2017 على موقع واي باك مشين.
7. 1 2  Waxman، Olivia B. (14 يونيو 2013). "Eyeball-Licking Fetish Isn't Just Disgusting, It Spreads Pink Eye". تايم (مجلة). مؤرشف من الأصل في 2017-12-22. اطلع عليه بتاريخ 2013-06-14.
8. ↑  Narcisse، Quenton (14 يونيو 2013). "Eyeball Licking: Japan's Craziest New Fetish". ماشابل. مؤرشف من الأصل في 2019-04-17. اطلع عليه بتاريخ 2013-06-14.
9. ↑  Ashik Siddique, 2013-06-12, "Eyeball Licking ‘Oculolinctus’ Fetish Spreads Pink Eye Among Japanese Preteens", Medical Daily نسخة محفوظة 18 يوليو 2013 على موقع واي باك مشين.